# World Top Four maschile 1990
La II World Top Four di pallavolo maschile si è svolta nel 1990 a Tokyo, in Giappone. Al torneo hanno partecipato 4 squadre nazionali e la vittoria è andata per la seconda volta all'URSS.
All'edizione del 1990 del World Top Four maschile sono state invitate le tre squadre giunte sul podio al mondiale del 1990 più il Giappone paese ospitante.

## Squadre partecipanti
- Cuba
- Giappone
- Italia
- Unione Sovietica

## Fase unica

### Finali 1º e 3º posto
|  | Semifinali       | Semifinali       | Semifinali |        |                  | Finale           | Finale   | Finale   |  |
|  |                  |                  |            |        |                  |                  |          |          |  |
|  | Unione Sovietica | Unione Sovietica | 3          |        |                  |                  |          |          |  |
|  | Unione Sovietica | Unione Sovietica | 3          |        |                  |                  |          |          |  |
|  | Cuba             | Cuba             | 0          |        |                  |                  |          |          |  |
|  | Cuba             | Cuba             | 0          |        | Unione Sovietica | Unione Sovietica | 3        |          |  |
|  |                  |                  |            |        | Unione Sovietica | Unione Sovietica | 3        |          |  |
|  |                  |                  | Italia     | Italia | 2                |                  |          |          |  |
|  | Italia           | Italia           | Italia     | Italia | 2                | 3                |          |          |  |
|  | Italia           | Italia           |            |        |                  | 3                |          |          |  |
|  | Giappone         | Giappone         | 0          |        |                  | 3º posto         | 3º posto | 3º posto |  |
|  | Giappone         | Giappone         | 0          |        |                  |                  |          |          |  |
|  |                  |                  |            |        |                  |                  |          |          |  |
|  |                  |                  |            |        |                  | Cuba             | Cuba     | 3        |  |
|  |                  |                  |            |        |                  | Cuba             | Cuba     | 3        |  |
|  |                  |                  |            |        |                  | Giappone         | Giappone | 0        |  |

## Classifica finale
| Classifica | Squadre          |
| ---------- | ---------------- |
|            | Unione Sovietica |
|            | Italia           |
|            | Cuba             |
| 4          | Giappone         |